# Giro del Delfinato 1984
Il Giro del Delfinato 1984, trentaseiesima edizione della corsa, si svolse dal 28 maggio al 4 giugno su un percorso di 1266 km ripartiti in 7 tappe (la prima e la settima suddivise in due semitappe) più un cronoprologo, con partenza a Villeurbanne e arrivo a Vals-les-Bains. Fu vinto dal colombiano Martín Ramírez della La Gran Via Leche davanti al francese Bernard Hinault e allo statunitense Greg LeMond.

## Tappe
| Tappa  | Data      | Percorso                                        | km   | Vincitore di tappa  | Leader cl. generale |
| ------ | --------- | ----------------------------------------------- | ---- | ------------------- | ------------------- |
| Prol.  | 28 maggio | Villeurbanne > Villeurbanne (cron. individuale) | 3,3  | Allan Peiper        | Allan Peiper        |
| 1ª-1ª  | 29 maggio | Villeurbanne > Beaurepaire                      | 102  | Gerard Veldscholten | Gerard Veldscholten |
| 1ª-2ª  | 29 maggio | Beaurepaire > Saint-Étienne                     | 83   | Benny Van Brabant   | Gerard Veldscholten |
| 2ª     | 30 maggio | Saint-Étienne > Charnay-lès-Mâcon               | 202  | Guy Gallopin        | Guy Gallopin        |
| 3ª     | 31 maggio | Mâcon > Saint-Julien-en-Genevois                | 216  | Francisco Rodríguez | Guy Gallopin        |
| 4ª     | 1º giugno | Saint-Julien-en-Genevois > Chambéry             | 192  | Michel Laurent      | Francisco Rodríguez |
| 5ª     | 2 giugno  | Chambéry > Le Fontanil                          | 154  | Francisco Rodríguez | Francisco Rodríguez |
| 6ª     | 3 giugno  | Le Fontanil > Col de Rousset                    | 178  | Phil Anderson       | Martín Ramírez      |
| 7ª-1ª  | 4 giugno  | Saint-Paul-Trois-Châteaux > Privas              | 104  | Guy Nulens          | Martín Ramírez      |
| 7ª-2ª  | 4 giugno  | Privas > Vals-les-Bains (cron. individuale)     | 32   | Greg LeMond         | Martín Ramírez      |
| Totale | Totale    | Totale                                          | 1266 |                     |                     |

## Dettagli delle tappe

### Prologo
- 28 maggio: Villeurbanne > Villeurbanne (cron. individuale) – 3,3 km

| Pos. | Corridore     | Squadra    | Tempo |
| ---- | ------------- | ---------- | ----- |
| 1    | Allan Peiper  | Peugeot    | 4'12" |
| 2    | Stephen Roche | La Redoute | a 4"  |
| 3    | Phil Anderson | Panasonic  | s.t.  |

| Pos. | Corridore     | Squadra    | Tempo |
| ---- | ------------- | ---------- | ----- |
| 1    | Allan Peiper  | Peugeot    | 4'12" |
| 2    | Stephen Roche | La Redoute | a 4"  |
| 3    | Phil Anderson | Panasonic  | s.t.  |

### 1ª tappa - 1ª semitappa
- 29 maggio: Villeurbanne > Beaurepaire – 102 km

| Pos. | Corridore           | Squadra      | Tempo    |
| ---- | ------------------- | ------------ | -------- |
| 1    | Gerard Veldscholten | Panasonic    | 2h32'43" |
| 2    | Eric Dall'Armelina  | Skil         | a 49"    |
| 3    | Benny Van Brabant   | Tonissteiner | s.t.     |

| Pos. | Corridore           | Squadra   | Tempo    |
| ---- | ------------------- | --------- | -------- |
| 1    | Gerard Veldscholten | Panasonic | 2h10'48" |
| 2    | Eric Dall'Armelina  | Skil      | a 41"    |
| 3    | Phil Anderson       | Panasonic | a 46"    |

### 1ª tappa - 2ª semitappa
- 29 maggio: Beaurepaire > Saint-Étienne – 83 km

| Pos. | Corridore         | Squadra      | Tempo    |
| ---- | ----------------- | ------------ | -------- |
| 1    | Benny Van Brabant | Tonissteiner | 2h06'19" |
| 2    | Phil Anderson     | Panasonic    | s.t.     |
| 3    | Vincent Barteau   | Renault-Elf  | s.t.     |

| Pos. | Corridore           | Squadra   | Tempo    |
| ---- | ------------------- | --------- | -------- |
| 1    | Gerard Veldscholten | Panasonic | 4h43'21" |
| 2    | Phil Anderson       | Panasonic | a 41"    |
| 3    | Eric Dall'Armelina  | Skil      | s.t.     |

### 2ª tappa
- 30 maggio: Saint-Étienne > Charnay-lès-Mâcon – 202 km

| Pos. | Corridore         | Squadra      | Tempo    |
| ---- | ----------------- | ------------ | -------- |
| 1    | Guy Gallopin      | Skil         | 5h15'19" |
| 2    | Phil Anderson     | Panasonic    | a 15'05" |
| 3    | Benny Van Brabant | Tonissteiner | s.t.     |

| Pos. | Corridore          | Squadra   | Tempo    |
| ---- | ------------------ | --------- | -------- |
| 1    | Guy Gallopin       | Skil      | 9h59'48" |
| 2    | Phil Anderson      | Panasonic | a 14'28" |
| 3    | Eric Dall'Armelina | Skil      | a 14'38" |

### 3ª tappa
- 31 maggio: Mâcon > Saint-Julien-en-Genevois – 216 km

| Pos. | Corridore           | Squadra           | Tempo    |
| ---- | ------------------- | ----------------- | -------- |
| 1    | Francisco Rodríguez | La Gran Via Leche | 5h51'22" |
| 2    | Pascal Simon        | Peugeot           | a 35"    |
| 3    | Stephen Roche       | La Redoute        | s.t.     |

| Pos. | Corridore           | Squadra    | Tempo     |
| ---- | ------------------- | ---------- | --------- |
| 1    | Guy Gallopin        | Skil       | 15h58'03" |
| 2    | Francisco Rodríguez | Splendor   | a 7'42"   |
| 3    | Stephen Roche       | La Redoute | a 8'22"   |

### 4ª tappa
- 1º giugno: Saint-Julien-en-Genevois > Chambéry – 192 km

| Pos. | Corridore           | Squadra           | Tempo    |
| ---- | ------------------- | ----------------- | -------- |
| 1    | Michel Laurent      | Coop-Hoonved      | 5h10'37" |
| 2    | Francisco Rodríguez | La Gran Via Leche | s.t.     |
| 3    | Bernard Hinault     | La Vie Claire     | s.t.     |

| Pos. | Corridore           | Squadra           | Tempo     |
| ---- | ------------------- | ----------------- | --------- |
| 1    | Francisco Rodríguez | La Gran Via Leche | 21h16'17" |
| 2    | Stephen Roche       | La Redoute        | a 45"     |
| 3    | Guy Gallopin        | Skil              | a 54"     |

### 5ª tappa
- 2 giugno: Chambéry > Le Fontanil – 154 km

| Pos. | Corridore           | Squadra           | Tempo    |
| ---- | ------------------- | ----------------- | -------- |
| 1    | Francisco Rodríguez | La Gran Via Leche | 4h51'02" |
| 2    | Bernard Hinault     | La Vie Claire     | a 1'34"  |
| 3    | Greg LeMond         | Renault-Elf       | a 2'35"  |

| Pos. | Corridore            | Squadra           | Tempo     |
| ---- | -------------------- | ----------------- | --------- |
| 1    | Francisco Rodríguez  | La Gran Via Leche | 26h07'09" |
| 2    | Martín Ramírez       | La Gran Via Leche | a 3'41"   |
| 3    | Pablo Emilio Wilches | La Gran Via Leche | a 5'42"   |

### 6ª tappa
- 3 giugno: Le Fontanil > Col de Rousset – 178 km

| Pos. | Corridore         | Squadra   | Tempo    |
| ---- | ----------------- | --------- | -------- |
| 1    | Phil Anderson     | Panasonic | 5h33'09" |
| 2    | Jean-Claude Bagot | Skil      | a 16"    |
| 3    | Dominique Garde   | Peugeot   | a 40"    |

| Pos. | Corridore       | Squadra           | Tempo     |
| ---- | --------------- | ----------------- | --------- |
| 1    | Martín Ramírez  | La Gran Via Leche | 31h49'24" |
| 2    | Bernard Hinault | La Vie Claire     | a 22"     |
| 3    | Pascal Simon    | Peugeot           | a 5'31"   |

### 7ª tappa - 1ª semitappa
- 4 giugno: Saint-Paul-Trois-Châteaux > Privas – 104 km

| Pos. | Corridore            | Squadra   | Tempo    |
| ---- | -------------------- | --------- | -------- |
| 1    | Guy Nulens           | Panasonic | 2h46'22" |
| 2    | Frédéric Brun        | Peugeot   | a 2"     |
| 3    | Jean-René Bernaudeau | Système U | a 8"     |

| Pos. | Corridore       | Squadra           | Tempo     |
| ---- | --------------- | ----------------- | --------- |
| 1    | Martín Ramírez  | La Gran Via Leche | 34h35'55" |
| 2    | Bernard Hinault | La Vie Claire     | a 22"     |
| 3    | Pascal Simon    | Peugeot           | a 5'31"   |

### 7ª tappa - 2ª semitappa
- 4 giugno: Privas > Vals-les-Bains (cron. individuale) – 32 km

| Pos. | Corridore      | Squadra           | Tempo  |
| ---- | -------------- | ----------------- | ------ |
| 1    | Greg LeMond    | Renault-Elf       | 46'18" |
| 2    | Phil Anderson  | Panasonic         | a 48"  |
| 3    | Martín Ramírez | La Gran Via Leche | a 58"  |

| Pos. | Corridore       | Squadra           | Tempo     |
| ---- | --------------- | ----------------- | --------- |
| 1    | Martín Ramírez  | La Gran Via Leche | 35h23'11" |
| 2    | Bernard Hinault | La Vie Claire     | a 27"     |
| 3    | Greg LeMond     | Renault-Elf       | a 5'07"   |

## Classifiche finali

### Classifica generale
| Pos. | Corridore       | Squadra                  | Tempo     |
| ---- | --------------- | ------------------------ | --------- |
| 1    | Martín Ramírez  | La Gran Via Leche        | 35h23'11" |
| 2    | Bernard Hinault | La Vie Claire-Terraillon | a 27"     |
| 3    | Greg LeMond     | Renault-Elf              | a 5'07"   |
| 4    | Pascal Simon    | Peugeot-Shell-Michelin   | a 6'33"   |
| 5    | Niki Rüttimann  | La Vie Claire-Terraillon | a 10'41"  |
| 6    | Stephen Roche   | La Redoute               | a 11'59"  |
| 7    | Phil Anderson   | Panasonic                | a 13'49"  |
| 8    | Michel Laurent  | Coop-Hoonved             | a 16'36"  |
| 9    | Gilles Mas      | Skil-Reydel-SEM-Mavic    | a 16'59"  |
| 10   | Dominique Garde | Peugeot-Shell-Michelin   | a 18'19"  |